# Segunda Gran Migración Afroestadounidense

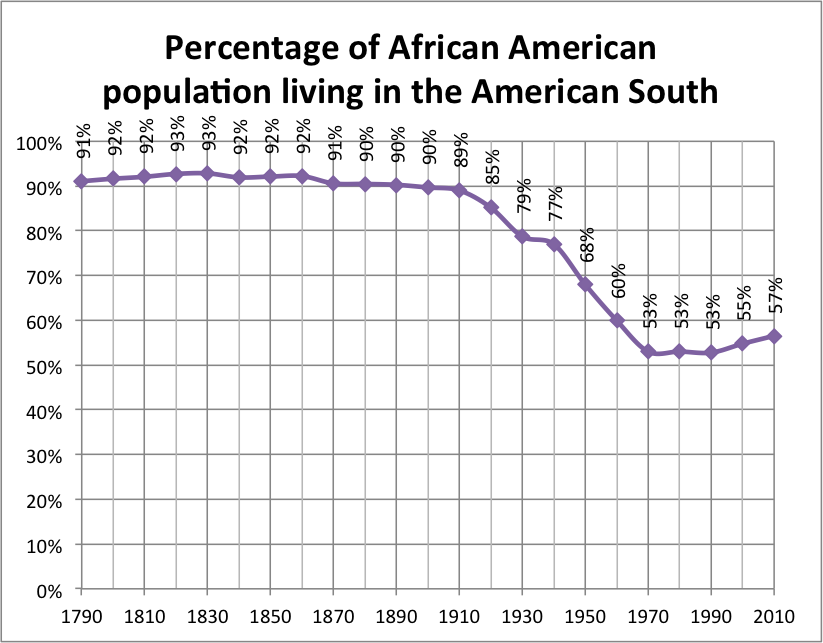
Gráfico que muestra el porcentaje de población afroestadounidense viviendo en el Sur de EE. UU. entre 1790 y 2010. Se observan dos descensos: la Primera Gran Migración, 1915-1930; y la Segunda, 1940-1970, mucho mayor que la primera.

La Segunda Gran Migración Negra fue el fenómeno por el que más de 5 millones de afroestadounidenses del sur de EE. UU. salieron a buscar nuevas oportunidades a otras tres regiones del país. Sucedió en 1941, durante la Segunda Guerra Mundial, y duró hasta 1970. La Segunda Gran Migración Negra fue mucho mayor y duradera que la primera (1910-1940). Por ello algunos historiadores prefieren distinguir entre ambas.
En la Segunda Gran Migración Negra más de cinco millones de afroestadounidenses se mudaron a ciudades del norte, medio oeste y este del país. Muchos lo hicieron a California, en donde Los Ángeles y Oakland ofrecían muchos trabajos cualificados en la industria armamentística. A diferencia de la primera migración en muchos de estos trabajadores vivían ya en ciudades del sur cuando decidieron emigrar y generalmente estaban más formados y cualificados que aquellos que no emigraban.

## Asentamientos urbanos
En comparación con la primera oleada del período 1910-1940, muchos afroestadounidenses en el sur estaban ya viviendo en zonas urbanas y tenían especialización en trabajos requeridos en las mismas antes de mudarse. Su propósito al hacerlo era ocupar empleos en las incipientes ciudades industriales, especialmente en la industria armamentística cuya demanda aumentaba debido a la Segunda Guerra Mundial. De repente trabajadores que desempeñaban trabajos poco valorados en las grandes ciudades del sur eran capaces de conseguir otros trabajos más especializados y mejor pagados en California y otros estados.
Al final de la Segunda Gran Migración los afroestadounidenses constituían un grupo fuertemente urbanizado. Más del 80% vivía en ciudades y sólo el 53% permanecía en los estados meridionales de EE. UU., mientras que el 40% vivía en el noreste y la zona de los Grandes Lagos y el 7% en el Oeste
Aunque a los afroestadounidenses se les ofrecieron trabajos en la industria auxiliar durante la Segunda Guerra Mundial frecuentemente eran puestos peligrosos. La explosión de un arsenal en Port Chicago (California) en la bahía de San Francisco causó la muerte de 200 afroestadounidenses en 1944. Cuando algunos trabajadores negros rechazaron proseguir el trabajo bajo condiciones tan arriesgadas al menos 50 de ellos fueron acusados, juzgados y encarcelados por amotinarse.
Otros efectos de la Segunda Gran Migración fueron:
- Cambios demográficos en estados que ganaron y perdieron población.
- Mayor tasa de afiliación sindical entre los trabajadores afroestadounidenses;
- Acceso a la clase media en mayor medida que otros grupos, gracias a la ayuda de los empleos industriales;
- Desempeño laboral en campos industriales muy variados.
- Las comunidades afroestadounidenses en las ciudades ocuparon un variado rango de oficios y profesiones. La concentración de su población apoyó la creación de sus propios negocios, aseguradoras, funerarias, peluquerías, así como el apoyo económico a doctores y abogados pertenecientes a su comunidad.